# The Shape of Jazz to Come
The Shape of Jazz to Come è il terzo album discografico di Ornette Coleman, pubblicato nel 1959.

## Descrizione
Si tratta del primo disco registrato dall'artista per l'etichetta Atlantic Records.
Venne registrato nel 1959 dal quartetto 'pianoless' di Coleman. Le sedute di registrazione dell'album si svolsero il 22 maggio 1959, presso gli studi Radio Recorders di Hollywood, California. Due outtakes della sessione, Monk and the Nun e Just for You, sarebbero in seguito state pubblicate rispettivamente nelle compilation degli anni settanta Twins e The Art of the Improvisers.
Contiene strutture di accordi memorizzabili e includeva improvvisazioni simultanee da parte degli strumentisti in uno stile completamente libero rispetto a quanto si era precedentemente sentito nel jazz. Il metodo compositivo di Coleman non si basava sulla tradizionale teoria armonica ma si sviluppa invece per linee melodiche destrutturate e spesso indipendenti tra loro. Ogni selezione contiene brevi accenni di melodia, in linea con più canonici brani jazz, seguiti da svariati minuti di pura improvvisazione senza schemi, a cui fa seguito la ripetizione del tema principale; mantenendo la struttura del bebop, ma abbandonando l'uso degli accordi.
Il disco si apre con la languida ballata Lonely Woman, forse la composizione più celebre di Coleman. Si tratta di un pezzo fortemente intriso di lirismo dove il sassofono di Ornette la fa da padrone, sostenuto dalla batteria di Higgins. Con i suoi 9 minuti e 4 secondi di durata, Peace è il brano più lungo del disco. Dopo l'esposizione del tema, alla fine del quale Haden esegue un breve assolo di contrabbasso, parte l'improvvisazione di Coleman, assecondata dalla sezione ritmica. Altra composizione degna di nota è Focus On Sanity. Inizia Higgins con una delle sue caratteristiche rullate in crescendo, subito dopo Haden parte con un lungo assolo, sostenuto soltanto dal suono delle percussioni. L'assolo di Coleman si sviluppa velocissimamente, mentre un altro assolo di Higgins conduce al tema finale.
L'edizione in CD della Jazz Classics dell'album, oltre alle sei tracce dell'LP originale contiene anche due brani suppletivi provenienti sempre dalla stessa sessione: Monk and the Nun e Just for You.

## Accoglienza
| Recensione                          | Giudizio |
| ----------------------------------- | -------- |
| AllMusic                            | [ 1 ]    |
| Penguin Guide to Jazz               | [ 6 ]    |
| The Rolling Stone Jazz Record Guide | [ 7 ]    |
| Piero Scaruffi (Austin Krentz)      | 8/10     |

L'album fu un'opera di "rottura" nei confronti dei canoni stilistici jazz, che portò all'affermazione del movimento free jazz. La successiva avanguardia jazz sarà molto differente, ma il lavoro svolto da Coleman gettò indubitabilmente le fondamenta di quello stile musicale che i musicisti jazz d'avanguardia e free jazz avrebbero suonato in seguito.
Nel 2003, L'album è stato posizionato al 246º posto nella lista dei 500 migliori album di sempre redatta dalla rivista Rolling Stone. Chris Kelsey di AllMusic lo ha incluso nella lista dei 20 dischi imprescindibili del free jazz. L'influente The Penguin Guide to Jazz assegna all'album quattro stellette (su quattro). Nel 2012 la Biblioteca del Congresso degli Stati Uniti d'America ha inserito l'album nel National Recording Registry.

## Tracce
Lato A
Musiche di Ornette Coleman.
1. Lonely Woman – 5:02
2. Eventually – 4:22
3. Peace – 9:04

Lato B
Musiche di Ornette Coleman.
1. Focus on Sanity – 6:52
2. Congeniality – 6:48
3. Chronology – 6:03

## Musicisti
- Ornette Coleman – sax alto
- Don Cherry – cornetta
- Charlie Haden – contrabbasso
- Billy Higgins – batteria